# Luca Marchegiani
Luca Marchegiani (* 22. únor 1966 Ancona, Itálie) je bývalý italský fotbalový brankář. Od roku 2005 je sportovním komentátorem stanice Sky Sport a jeho hlas je slyšet v počitačové hře PES 2015.

## Klubová kariéra
V roce 1986 hrál ve čtvrté lize za mateřský klub Jesina Calcio. Za rok přestoupil do druholigové Brescie, kde odchytal za jednu sezonu jen jedno utkání a tak na začátku sezony 1988/89 byl prodán do prvoligového Turína. Pod vedením trenéra brankařů Vieriho roste k dokonalosti. Zahraje si finále poháru UEFA 1991/92, ale neuspěje. První vyhraný pohár zažívá v sezoně 1992/93, když získal Italský pohár.
V létě 1993 jej koupilo Lazio za 13 miliard lir. V klubu strávil 10 sezon a v prvních 7 sezon byl brankář číslo jedna. Jen poslední 3 sezony strávil v klubu jako náhradník. Celkem nastoupil do 339 (243 v Serii A) utkání, což je nejvíc v historii klubu. Získal u Biancocelesti jeden titul v lize (1999/00), dva Italské poháry (1997/98, 1999/00), dva Italské superpoháry (1998, 2000) a jeden evropský pohár PVP (1998/99).
V roce 2003 odešel do Chieva, kde byl opět brankářem číslo jedna. Zůstal v klubu dva roky a v roce 2005 po 422 utkání v nejvyšší lize ukončil kariéru.

## Přestupy
- z Turín do Lazio za 7 000 000 Euro
- z Lazio do Chievo zadarmo

## Hráčská statistika
| Sezóna  | Klub    | Liga     | Liga   | Liga       | Ligové poháry | Ligové poháry | Ligové poháry | Kontinentální poháry | Kontinentální poháry | Kontinentální poháry | Celkem | Celkem |
| Sezóna  | Klub    | Soutěž   | Zápasy | Obdr. Góly | Soutěž        | Zápasy        | Góly          | Soutěž               | Zápasy               | Góly                 | Zápasy | Góly   |
| ------- | ------- | -------- | ------ | ---------- | ------------- | ------------- | ------------- | -------------------- | -------------------- | -------------------- | ------ | ------ |
| 1986/87 | Jesina  | Serie C2 | 33     | -23        | -             | 0             | -0            | -                    | 0                    | -0                   | 33     | -23    |
| 1987/88 | Brescia | Serie B  | 1      | -1         | IP            | 0             | -0            | -                    | 0                    | -0                   | 1      | -0     |
| 1988    | Brescia | Serie B  | 0      | -0         | IP            | 3             | -3            | -                    | 0                    | -0                   | 3      | -3     |
| 1988/89 | Turín   | Serie A  | 17     | -22        | IP            | 0             | -0            | -                    | 0                    | -0                   | 17     | -22    |
| 1989/90 | Turín   | Serie B  | 33     | -20        | IP            | 1             | -2            | -                    | 0                    | -0                   | 34     | -22    |
| 1990/91 | Turín   | Serie A  | 29     | -22        | IP            | 4             | -1            | Stř.P                | 0                    | -0                   | 33     | -23    |
| 1991/92 | Turín   | Serie A  | 33     | -19        | IP            | 6             | -5            | UEFA                 | 12                   | -7                   | 51     | -31    |
| 1992/93 | Turín   | Serie A  | 34     | -38        | IP            | 10            | -15           | UEFA                 | 4                    | -3                   | 48     | -56    |
| 1993/94 | Lazio   | Serie A  | 34     | -40        | IP            | 2             | -2            | UEFA                 | 4                    | -2                   | 40     | -44    |
| 1994/95 | Lazio   | Serie A  | 33     | -34        | IP            | 7             | -8            | UEFA                 | 8                    | -5                   | 48     | -47    |
| 1995/96 | Lazio   | Serie A  | 26     | -26        | IP            | 2             | -1            | UEFA                 | 3                    | -3                   | 31     | -30    |
| 1996/97 | Lazio   | Serie A  | 32     | -32        | IP            | 4             | -3            | UEFA                 | 4                    | -6                   | 40     | -41    |
| 1997/98 | Lazio   | Serie A  | 33     | -29        | IP            | 8             | -6            | UEFA                 | 10                   | -5                   | 51     | -40    |
| 1998/99 | Lazio   | Serie A  | 34     | -29        | IP+IS         | 5+1           | -8+ -1        | PVP                  | 8                    | -7                   | 48     | -45    |
| 1999/00 | Lazio   | Serie A  | 28     | -27        | IP            | 0             | -0            | LM+ES                | 10+1                 | -6+ -0               | 39     | -33    |
| 2000/01 | Lazio   | Serie A  | 8      | -12        | IP+IS         | 4+0           | -8            | LM                   | 5                    | -6                   | 17     | -26    |
| 2001/02 | Lazio   | Serie A  | 9      | -7         | IP            | 2             | -2            | LM                   | 0                    | -0                   | 11     | -9     |
| 2002/03 | Lazio   | Serie A  | 6      | -3         | IP            | 3             | -3            | UEFA                 | 5                    | -4                   | 14     | -10    |
| 2003/04 | Chievo  | Serie A  | 29     | -22        | IP            | 0             | -0            | -                    | 0                    | -0                   | 29     | -22    |
| 2004/05 | Chievo  | Serie A  | 37     | -44        | IP            | 0             | -0            | -                    | 0                    | -0                   | 37     | -44    |
| Celkem  | Celkem  | Celkem   | 489    | -450       | -             | 62            | -68           | -                    | 74                   | -54                  | 625    | -572   |

## Reprezentační kariéra
Za reprezentaci nastoupil do 9 utkání. První zápas odehrál 6. června 1992 proti USA (1:1). Poté na něj trenér Arrigo Sacchi velmi spoléhá jako na brankáře číslo dva a dává mu přednost místo Zengy. Byl nominován na MS 1994, kde odehrál tři zápasy. Po turnaji ještě nastoupil do jednoho utkání a to bylo také jeho poslední. To bylo dne 6. listopadu 1996 proti Bosně a Hercegovině (1:2).

### Statistika na velkých turnajích
| Reprezentace | Rok     | Zápasy             | Zápasy | Zápasy  | Zápasy           | Zápasy           | Zápasy       |
| Reprezentace | Rok     | Fáze turnaje       | Datum  | Soupeř  | Odehraných minut | Vstřelené branky | Výsledek     |
| ------------ | ------- | ------------------ | ------ | ------- | ---------------- | ---------------- | ------------ |
| Itálie       | MS 1994 | 2 zápas ve skupině | 23. 6. | Norsko  | 68               | 0                | 1:0          |
| Itálie       | MS 1994 | 3 zápas ve skupině | 28. 6. | Mexiko  | 90               | 0                | 1:1          |
| Itálie       | MS 1994 | Osmifinále         | 5. 7.  | Nigérie | 120              | 0                | 2:1 v prodl. |

## Hráčské úspěchy

### Klubové
- 1× vítěz italské ligy (1999/00)
- 3× vítěz italského poháru (1992/93, 1997/98, 1999/00)
- 2× vítěz italského superpoháru (1998, 2000)
- 1× vítěz poháru PVP (1998/99)
- 1× vítěz evropského superpoháru (1999)
- 1× vítěz středoevropského poháru (1991)

### Reprezentační
- 1× na MS (1994 – stříbro)